# Sinfonia Varsovia
Le Sinfonia Varsovia est un orchestre symphonique polonais basé à Varsovie.

## Histoire

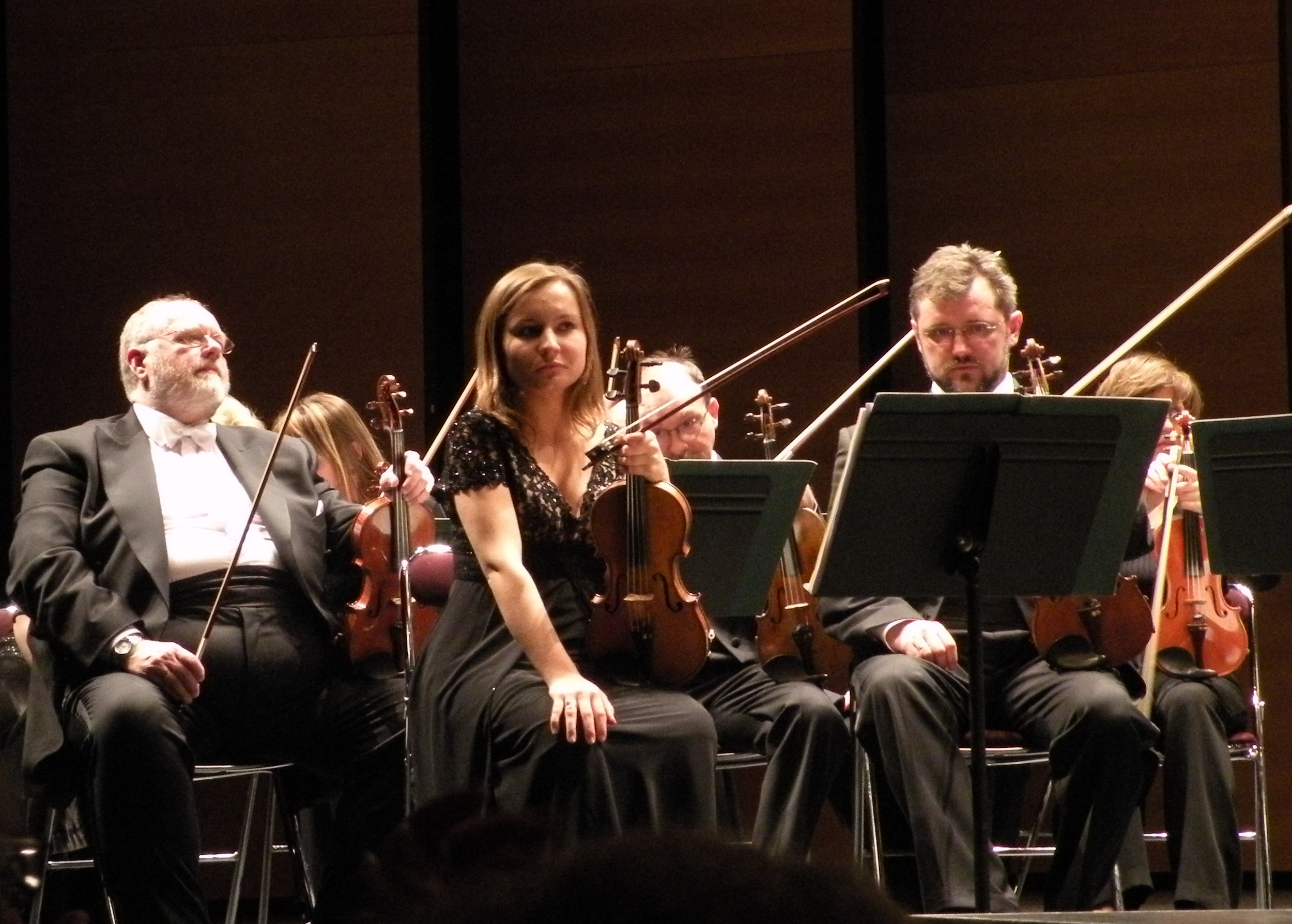
Sinfonia Varsovia à Nantes, en 2009

En 1984, le violoniste Yehudi Menuhin est invité comme soliste et chef d'orchestre de l'Orchestre de Chambre de Pologne. Après le succès rencontré, cette formation prend le nom de Sinfonia Varsovia. Sous l'impulsion de Franciszek Wybrańczyk, l'orchestre se produit en Europe, en Amérique, au Japon, en changeant de chef d'orchestre, puisqu'il n'y en a pas d'attitré, et en étant dirigé par exemple par Claudio Abbado, Emmanuel Krivine, Paul McCreesh, Michel Plasson ou encore Mstislav Rostropovich.
L'orchestre est soutenu par la ville de Varsovie. En France, l'orchestre Sinfonia Varsovia est l'invité régulier de La Folle Journée de Nantes depuis sa création en 1995, et du festival de musique de Menton.
Au fil des années, l'orchestre a été accompagné de quelques grands musiciens et solistes : Martha Argerich, Charles Dutoit, Placido Domingo, Teresa Berganza, Anne-Sophie Mutter, Maxim Vengerov, etc,.

## Directeurs

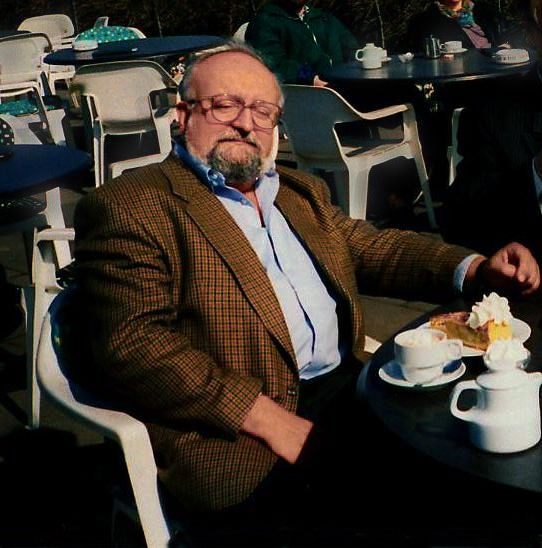
Krzysztof Penderecki en 1993

- Franciszek Wybrańczyk : directeur de l'orchestre (1984-2004).
- Janusz Marynowski : directeur de l'orchestre  (depuis 2004).
- Krzysztof Penderecki : directeur musical (1997–2008), et directeur artistique (depuis 2003).
- Marc Minkowski : directeur musical (depuis 2008)[3].